# Massimo Bray
Massimo Bray (ur. 11 kwietnia 1959 w Lecce) – włoski filolog, redaktor, działacz kulturalny i polityk, deputowany, od 2013 do 2014 minister kultury w rządzie Enrica Letty.

## Życiorys
Ukończył studia humanistyczne z zakresu filozofii i literatury. Zawodowo związany z Instytutem Encyklopedii Włoskiej (Istituto dell'Enciclopedia Italiana). Podjął współpracę z fundacją Italianieuropei zorganizowaną przez Massima D’Alemę, będąc redaktorem wydawanego przez nią pisma. Został również prezesem zarządu fundacji organizującej festiwal muzyczny Notte della Taranta.
Przystąpił do Partii Demokratycznej. Z jej ramienia w wyborach 2013 uzyskał mandat posła do Izby Deputowanych XVII kadencji.
27 kwietnia 2013 kandydat na premiera Enrico Letta ogłosił jego nominację na urząd ministra kultury oraz turystyki, który objął następnego dnia. Stanowisko to zajmował do 22 lutego 2014.